# پل کوچک خداآفرین
پل کوچک خداآفرین مربوط به دوره صفوی است و در شهرستان خداآفرین، بخش مرکزی، بر روی خانه ارس واقع شده و این اثر در تاریخ ۵ اسفند ۱۳۷۶ با شمارهٔ ثبت ۱۸۵۹ به‌عنوان یکی از آثار ملی ایران به ثبت رسیده است.